# الشنباب
قرية الشنباب هي إحدى القرى التابعة لمركز البدرشين في محافظة الجيزة في جمهورية مصر العربية. حسب إحصاءات سنة 2006، بلغ إجمالي السكان في الشنباب 16719 نسمة، منهم 8601 رجل و8118 امرأة.